# Les Pêcheurs de perles
Les Pêcheurs de perles (Els pescadors de perles) és una òpera en tres actes de Georges Bizet sobre un llibret francès d'Eugène Cormon i Michel Carré. Va ser estrenada el 30 de setembre de 1863 al Théâtre-Lyrique de París.
Avui dia és considerada la primera òpera important de Bizet, qui a l'època de la seua composició no havia complert els 25 anys.

## Història
L'òpera, d'ambientació exòtica, va ser un encàrrec de Léon Carvalho, director del Théâtre Lyrique de París. Els lletristes Michel Carré i Eugène Cormon es van inspirar en La Vestale i Norma per abordar una intriga de la qual l'heroïna és una verge consagrada que trenca els seus vots per amor. No en va, aquesta obra s'inscriu en la tradició de l'òpera romàntica.
A l'estrena va obtenir un discret èxit de públic, però una freda acollida per una part de la crítica, tot i que a favor del jove compositor van trobar-se les autoritzades veus de Ludovic Halévy i d'Hector Berlioz, qui va considerar que hi havia «una quantitat considerable de peces musicals belles i expressives, plenes de vigor i ric colorit». No obstant això, rendits admiradors de l'obra mestra de Bizet, Carmen, com ara Hans von Bülow i Nietzsche van menysprear aquesta primerenca obra del compositor francès: el primer la va titllar d'«opereta tràgica» i el segon no va suportar la representació completa de l'obra, fugint en acabar el primer acte. El mateix Bizet considerava Els pescadors de perles molt inferior a La Jolie Fille de Perth, composta tres anys després.
Va romandre als escenaris fins a les darreries de novembre, gaudint d'un total de 18 representacions i després va desaparèixer dels teatres francesos. El mateix compositor va fer algunes modificacions a la partitura, però mai més va tenir l'oportunitat de tornar a veure l'òpera sobre l'escenari. No va ser fins al 21 d'abril de 1893 que va tornar a ser reposada, aquesta vegada a l'Opéra-Comique, durant l'Exposició Universal de París, presentada en italià per l'editor Sonzogno en una traducció d'Angelo Zanardini i amb el final modificat.
S'hi poden trobar moments musicals en què es reconeix la genuïna inspiració dramàtica de Bizet, tan valorada a Carmen. Per exemple l'electritzant petita dansa que obre el primer acte, el gran duet del primer acte; amb una gran noblesa d'expressió; o el final del segon acte, considerat un dels finals més satisfactoris de tot el repertori operístic.
La peça més cèlebre de l'òpera és la romança del tenor Je crois entendre encore, que ha romàs en el repertori dels més grans tenors lírico-lleugers, com ara Tito Schipa i Beniamino Gigli.
No obstant això, amb el pas del temps, Les Pêcheurs de perles ha conegut una plena rehabilitació i actualment pot ser considerada una peça de repertori, cantada tant en francès com en italià. L'obra pateix per les limitacions del llibret, més aviat inconnex, però la partitura gaudeix de la suau expressivitat, elegant i sensual del millor Bizet, i està orquestrada magistralment.

## Cantants de l'estrena i la reposició
| Personatges              | Al Théâtre-Lyrique | A l'Opéra Comique |
| ------------------------ | ------------------ | ----------------- |
| Léïla, sacerdotessa      | L. de Maësen       | Emma Calvé        |
| Nadir, pescador          | Morini             | Delmas            |
| Zurga, cap               | Ismaël             | Soulacroix        |
| Nourabard, gran sacerdot | Guyot              | Challet           |

## Sinopsi
Lloc: Ceilan.

### Acte 1
Una platja de Ceilan (Sri Lanka). Els pescadors de perles acaben de muntar-hi les seues tendes. Té lloc la festa ritual que precedeix el període de pesca. Els pescadors canten i ballen per allunyar els esperits malvats i després escullen Zurga com a cap. Nadir, amic de joventut de Zurga, s'adhereix llavors al grup. Tots dos evoquen el record de Léïla, sacerdotessa de Candi, de la qual estaven enamorats. Amb l'objectiu de preservar llur amistat, van fer vot de renunciar a aquest amor; vot que decideixen reiterar. (dúo Au fond du temple saint/Al Temple Sant).
Arriba una piragua a la vora de la platja. A bord s'hi troben el sacerdot Nourabad i Léïla, la jove verge que amb el seu cant ha de protegir el llogaret i els pescadors de la còlera de les marees. Com a agraïment, Léïla rebrà la més bella de les perles. Davant de Zurga, reitera els seus vots de castedat i promet no treure's mai el vel que la cobreix; la violació d'aquest jurament serà castigada cruelment. La cerimònia conclou.
Léïla segueix la senda fins al temple, seguida de Nourabad. Des del més alt del penyal canta les oracions sagrades. Nadir reconeix la seua veu i decideix trobar-se amb ella.

### Acte 2
De nit, en les ruïnes d'un temple hindú. Léïla troba a Nourabad i li narra com fa temps va arriscar la seua vida per a salvar un estranger (més tard se sabrà que aquest estranger era Zurga). En prova de gratitud, l'estranger li va regalar un collar que encara conserva.
Una vegada sola, la sacerdotessa canta el seu amor per Nadir i com li agradaria reveure'l; la veu d'aquest s'acosta i ve a unir-se a la de Léïla. Però Nourabad els descobreix i els denuncia a Zurga i als pescadors. Cap pietat per als amants sacrílegs: Zurga, envaït per la gelosia, els condemna a mort.
Es declara una tempesta. Els pescadors, aterrits, estan persuadits que es tracta de la venjança de la mar ofesa.

### Acte 3
Primer quadre: Sol a la seua tenda, Zurga medita sobre el que acaba de fer. Sent remordiments. Léïla apareix i es llança als seus peus, suplicant-li que salve Nadir, oferint a canvi la seua vida. Però l'amor que palesa per Nadir no fa més que augmentar la gelosia i la còlera de Zurga. Veient que la seua hora de morir s'aproxima, Léïla confia el seu collar a un jove pescador, dient-li que li'l done a sa mare. Zurga identifica immediatament la penyora que fa temps va donar a aquella que li va salvar la vida. Agraït, decideix llavors salvar la vida dels dos enamorats, facilitant-los la fuga.
Segon quadre: Hom prepara l'execució al peu de l'estàtua de Brama. De sobte, una lluentor roja envaeix l'horitzó. Per a dispersar els pescadors que esperen l'execució dels traïdors, Zurga ha calat foc al llogaret. Ell mateix porta la terrible notícia: el poble es crema. La gentada es dispersa en desordre, Zurga trenca les cadenes dels condemnats. Quan acaba la seua tasca roman dret al mig de l'incendi, contemplant la seua dissort: la pèrdua del seu amor i de les seues propietats.

## Peces destacades
- Acte 1, duo Zurga/Nadir : "C'est toi qu'enfin je revois"
- Acte 1, monòleg i ària de Nadir : "A cette voix, quel trouble" - Je crois entendre encore
- Acte 1, duo Nadir/Léïla i cor : "Ô dieu Brahmâ"
- Acte 2, monòleg de Leïla : "Me voila seule dans la nuit"
- Acte 2, duo Nadir/Léïla : " De mon amie, fleur endormie"
- Acte 3, trio Nadir/Léïla/Zurga : " je frémis, je chancelle, de son âme cruelle"
- Acte 3, Nourabad, Nadir, Léïla, Zurga, cor : "Sombres divinités"
- Acte 3, Final.

## La partitura
|                                           |                                    | Preludi                          |                                   |                                  |
| Una lloc indeterminat a l'illa de Ceilan. |                                    |                                  |                                   |                                  |
| 1.                                        |                                    | Cor                              | Sur la grève en feu               |                                  |
| 1.                                        | Escena i cor                       | Amis, interrompez vos danses     | (Nadir, Zurga.)                   |                                  |
| 1.                                        | Recitatiu i represa del cor dansat | Demeure parmi nous, Nadir        | (Nadir, Zurga.)                   |                                  |
| 2.                                        |                                    | Recitatiu                        | C'est toi, toi qu'enfin je revois | (Nadir, Zurga.)                  |
| 2.                                        | Duo                                | Au fond du temple saint          | (Nadir, Zurga.)                   |                                  |
| 3.                                        |                                    | Recitatiu                        | Que vois-je ?                     | (Nadir, Zurga.)                  |
| 3.                                        | Cor                                | Sois la bienvenue                |                                   |                                  |
| 3.                                        | Escena i cor                       | Seule au milieu de nous          | (Léïla, Nadir, Zurga, Nourabad.)  |                                  |
| 4.                                        |                                    | Recitatiu                        | À cette voix                      | (Nadir.)                         |
| 4.                                        | Romança                            | Je crois encore entendre         | (Nadir.)                          |                                  |
| 5.                                        |                                    | Escena i cor.                    | Le ciel est bleu                  | (Nadir, Nourabad.)               |
| 5.                                        | Ària i cor.                        | Ô Dieu Brahma !                  | (Léïla.)                          |                                  |
| Les ruïnes d'un temple hindú.             |                                    |                                  |                                   |                                  |
| 6.                                        |                                    | Entreacte, escena i cor.         | L'ombre descend des cieux         | (Léïla, Nourabad.)               |
| 7.                                        |                                    | Recitatiu i cavatina.            | Me voilà seule dans la nuit       | (Léïla.)                         |
| 8.                                        |                                    | Cançó.                           | De mon amie.                      | (Léïla, Nadir.)                  |
| 9.                                        |                                    | Duo.                             | Léïla ! Dieu puissant             | (Léïla, Nadir.)                  |
| 10.                                       |                                    | Final.                           | Ah ! revenez à la raison          | (Personatges i cor.)             |
| Primer Quadre Una tenda índia.            |                                    |                                  |                                   |                                  |
| 11.                                       |                                    | Entreacte, recitatiu i ària.     | L'orage s'est calmé               | (Zurga.)                         |
| 12.                                       |                                    | Recitatiu                        | Qu'ai-je vu ?                     | (Léïla, Zurga.)                  |
| 12.                                       | Duo                                | Je frémis, je chancelle          | (Léïla, Zurga.)                   |                                  |
| 12.                                       | Escena                             | Entends au loin ce bruit de fête | (Léïla, Zurga.)                   |                                  |
| Segon Quadre Un indret salvatge.          |                                    |                                  |                                   |                                  |
| 13.                                       |                                    | Cor dansat.                      | Dès que le soleil                 | (Nadir.)                         |
| 14.                                       |                                    | Escena i cor.                    | Sombres divinités                 | (Léïla, Nadir, Zurga, Nourabad.) |
| 15.                                       |                                    | Trio.                            | Ô lumière sainte                  | (Léïla, Nadir, Zurga.)           |
| 15.                                       |                                    | Final.                           | Ce sont eux, les voici !          | (Personatges i cor.)             |